# Liste der Einträge im National Register of Historic Places im Wagoner County
Diese Liste der Einträge im National Register of Historic Places im Wagoner County enthält alle im Wagoner County, Oklahoma in das National Register of Historic Places eingetragenen Gebäude, Bauwerke, Objekte, Stätten oder historischen Distrikte.
Diese Liste entspricht dem Bearbeitungsstand des National Park Service/National Register of Historic Places vom 11. Oktober 2024.

## Legende
| NRHP | Historic Place             |
| HD   | National Historic District |

## Aktuelle Einträge
| [ 2 ] | Name                                            | Bild                                | Eintragsdatum                 | Lage                                                                                              | Ort          | Beschreibung |
| ----- | ----------------------------------------------- | ----------------------------------- | ----------------------------- | ------------------------------------------------------------------------------------------------- | ------------ | ------------ |
| 1     | Cobb Building                                   | Cobb Building                       | 13. Sep. 1982 ID-Nr. 82003709 | 203 E. Cherokee Street 35° 57′ 37″ N, 95° 22′ 34″ W                                               | Wagoner      |              |
| 2     | First National Bank of Wagoner                  | weitere Bilder                      | 10. März 1983 ID-Nr. 83002140 | 114 E. Cherokee Street 35° 57′ 34″ N, 95° 22′ 37,9″ W                                             | Wagoner      |              |
| 3     | First Presbyterian Church of Coweta             | First Presbyterian Church of Coweta | 7. März 2003 ID-Nr. 03000099  | 200 S. Avenue B 35° 56′ 58″ N, 95° 39′ 6″ W                                                       | Coweta       |              |
| 4     | John W. Gibson House                            | John W. Gibson House                | 6. Juli 1982 ID-Nr. 82003710  | 402 S. McQuarrie 35° 57′ 22″ N, 95° 22′ 1″ W                                                      | Wagoner      |              |
| 5     | Jamison Cemetery                                |                                     | 20. Juni 2012 ID-Nr. 12000349 | südlich der Oklahoma Route 16 und westlich der County Road E0820 35° 50′ 15,8″ N, 95° 21′ 26,1″ W | Okay, Vorort |              |
| 6     | Koweta Mission Site                             | Koweta Mission Site                 | 19. Juni 1973 ID-Nr. 73001571 | südlich von Coweta, in der Nähe des Oklahoma State Highway 58 35° 55′ 52″ N, 95° 38′ 37″ W        | Coweta       |              |
| 7     | A. J. Mason Building                            |                                     | 5. Aug. 1985 ID-Nr. 85001743  | Lincoln Street 35° 50′ 20″ N, 95° 26′ 17,9″ W                                                     | Tullahassee  |              |
| 8     | William McAnally House                          |                                     | 6. Juli 1982 ID-Nr. 82003711  | 702 7th Street SE. 35° 57′ 4″ N, 95° 22′ 1,9″ W                                                   | Wagoner      |              |
| 9     | Collin McKinney House                           | Collin McKinney House               | 6. Juli 1982 ID-Nr. 82003708  | 1106 7th Street SE 35° 57′ 5″ N, 95° 21′ 43,9″ W                                                  | Wagoner      |              |
| 10    | Miller-Washington School                        |                                     | 28. Sep. 1984 ID-Nr. 84003448 | Market Street 35° 53′ 49″ N, 95° 35′ 13″ W                                                        | Redbird      |              |
| 11    | Newport Hotel and Restaurant                    | Newport Hotel and Restaurant        | 4. Dez. 1985 ID-Nr. 85003079  | 202 S. Main 35° 57′ 31″ N, 95° 22′ 37,9″ W                                                        | Wagoner      |              |
| 12    | Amos Parkinson House                            | Amos Parkinson House                | 6. Juli 1982 ID-Nr. 82003712  | 601 N. Parkinson 35° 57′ 55″ N, 95° 22′ 26″ W                                                     | Wagoner      |              |
| 13    | Frederick Parkinson House                       | Frederick Parkinson House           | 6. Juli 1982 ID-Nr. 82003713  | 407 3rd Street NE. 35° 57′ 48″ N, 95° 22′ 23″ W                                                   | Wagoner      |              |
| 14    | Red Bird City Hall                              |                                     | 28. Sep. 1984 ID-Nr. 84003450 | Boston Street 35° 53′ 40″ N, 95° 35′ 21,8″ W                                                      | Redbird      |              |
| 15    | Rio Grande Ranch Headquarters Historic District |                                     | 9. Sep. 1992 ID-Nr. 92001191  | Oklahoma State Highway 251, östlich von Okay 35° 50′ 53″ N, 95° 15′ 29″ W                         | Okay         |              |
| 16    | St James Episcopal Church                       | St James Episcopal Church           | 11. Mai 1982 ID-Nr. 82003714  | 303 S. Church Street 35° 57′ 30″ N, 95° 22′ 22″ W                                                 | Wagoner      |              |
| 17    | Tullahassee Mission Site                        |                                     | 10. Sep. 1971 ID-Nr. 71000674 | Adresse nicht veröffentlicht                                                                      | Tullahassee  |              |
| 18    | Van Tuyl Homeplace                              |                                     | 7. Feb. 1978 ID-Nr. 78002276  | nördlich von Porter 35° 55′ 48″ N, 95° 32′ 31,9″ W                                                | Porter       |              |
| 19    | Wagoner Armory                                  | weitere Bilder                      | 20. Mai 1994 ID-Nr. 94000490  | 509 E. Cherokee Street 35° 57′ 36″ N, 95° 22′ 15″ W                                               | Wagoner      |              |
| 20    | Way House                                       |                                     | 6. Juli 1982 ID-Nr. 82003715  | 411 2nd Street NE. 35° 57′ 43″ N, 95° 22′ 19,9″ W                                                 | Wagoner      |              |